# ただ空高く舞え
『ただ空高く舞え』（ただそらたかくまえ、Soorarai Pottru）は、2020年のインドのタミル語ドラマ映画。スダー・コーングラーが監督を務め、主要キャストとしてスーリヤ、アパルナー・バーラムラリ、パレーシュ・ラーワル、モーハン・バーブ、ウルヴァシーが出演している。シンプリーフライ・デカンの創業者G・R・ゴーピナートの著作『Simply Fly: A Deccan Odyssey』を原作に、インド初の格安航空会社創設を目指す主人公の姿を描いた作品であり、マドゥライ・チェンナイ・チャンディーガルで撮影された。
当初は劇場公開を予定していたが、COVID-19パンデミックの影響を受けてOTTサービスでの公開に方針転換し、2020年11月12日からAmazon Prime Videoで配信された。このほかにチェンナイ国際映画祭や上海国際映画祭パノラマ部門でも上映されている。『ただ空高く舞え』は批評家から高い評価を得ており、第78回ゴールデングローブ賞の外国語映画賞に出品されたインド映画10本のうちの1本に選ばれ、2021年1月26日には第93回アカデミー賞の4部門（主演男優賞、主演女優賞、監督賞、作曲賞）にエントリーされたことが発表されたが、ノミネートにはいたらなかった。また、インド国内では第68回国家映画賞で5部門（長編映画賞、主演男優賞、主演女優賞、音楽監督賞、脚本賞）を受賞している。

## ストーリー
インド空軍の元パイロットだったネドゥマーラン・ラジャンガン（マーラ）は、庶民の生活の足となる格安航空会社の設立を目指しており、一代で大手航空会社を立ち上げたパレーシュ・ゴースワミに憧れを抱いていた。ある日、自分のパン屋を立ち上げることを夢見る女性スンダリー（ボンミ）が結婚仲介人と家族に連れられて彼とお見合いをし、彼女の人柄に惹かれたマーラは結婚を承諾し、ボンミとの会話の中で自分の身の上を語り出す。マーラは反抗的な性格で、父親と頻繁に喧嘩を繰り返す日々を送り、やがてインド空軍に入隊した後は上官のナイドゥから目を付けられていた。そんな中、父親が危篤状態になったことを母親から聞かされたマーラは飛行機で自宅に戻ろうとするが、エコノミークラスが満席で搭乗できず、ビジネスクラスに搭乗するために周囲の人々からお金を借りようとするが、誰も彼に協力しようとはしなかった。飛行機に搭乗できなかったマーラは陸路で自宅に向かうが、帰宅した時にはすでに父親は死んでおり、葬儀も終わっていた。母親に叱責されたマーラはショックを受け、この出来事をきっかけに庶民のための格安航空会社の設立を目指すようになった。身の上を語り終わったマーリに対し、ボンミは「2人とも自分の夢と結婚している」と告げ、結婚の申し出を断ってしまう。
マーラは軍人時代の同期チャイタニヤ・ラーオ（チェ）、セバスチャン（セビー）と共に格安航空会社設立のために行動を開始し、退役軍人ローンを借りるためにナイドゥに協力を求めるが拒否されたため、パレーシュ・ゴースワミに共同経営を申し込むが、高級志向で庶民を見下すゴースワミから申し出を拒否されてしまう。門前払いされたマーラは落胆するが、2人の会話を聞いていたベンチャーキャピタル代表のプラカーシュ・バーブは興味を抱き、彼の事業計画に投資することを申し出る。同じころ、マーラはパン屋を立ち上げていたボンミと再会し、やがて結婚する。プラカーシュから融資を受けたマーラはボーイングの機体を低価格でリースすることに成功し、ライセンスを得るために民間航空局を訪れるが、ゴースワミの依頼を受けたアナンダ・ナーラーヤナン局長の妨害を受けて申請の許可が得られずにいた。期限が迫っていたマーラは、ジャーナリストのチトラの協力でインド大統領と面会して事態の解決を求め、大統領の指示を受けたナーラーヤナンは渋々申請を許可する。しかし、それを知ったゴースワミは政界に圧力をかけて法律を改正させ、その結果、マーラはボーイング機を使用することができなくなってしまう。ボーイングからの違約金請求に直面したマーラはプラカーシュに助けを求めるが、そこでプラカーシュが元々ゴースワミに多額の投資をしていたこと、ゴースワミの依頼でマーラを破滅させるために行動していたことを告げられる。
事業の立ち上げに失敗したマーラだったが、ボーイング機よりも小型で低コストな機体を使用することを思いつき、ターボプロップ・メーカーと契約を結び、彼の動きを察知したゴースワミは再び妨害を試みる。一方、マーラは故郷の村の人々から寄付を受け取り事業の立ち上げ準備を進め、ゴースワミの影響力の及ばない放棄された滑走路の使用を考え出し、準備を終えたマーラは格安航空会社デカン航空を立ち上げた。彼は鉄道の駅やガソリンスタンドで搭乗券の販売を始め、空軍の退役軍人をパイロットに起用し、機内食の販売をボンミに一任する。飛行機の受取日を迎えたマーラだったが、ゴースワミの妨害で空港への着陸ができずに飛行機は墜落の危険に直面し、マーラは近隣にあるタンバラン空軍基地への緊急着陸を強行させるが、事態の対処に当たったナイドゥはゴースワミからの圧力を無視し、マーラたちに罰金を科すだけに留めて釈放する。無事に飛行機を手に入れたマーラは民間航空大臣を招待して初フライトを行うが、離陸直前にエンジントラブルが発生して初フライトは失敗に終わり、彼は安全性をメディアから糾弾される。後日行われた事故調査委員会の場で、機長は故意にエンジントラブルを発生させたことを自白し、マーラは機長に指示した犯人がゴースワミであることを知る。
デカン航空がメディアの批判を浴びる中、実業家のヴィマル・バライヤがデカン航空の買収を申し出るが、マーラは経営方針の相違を理由に申し出を拒否する。ゴースワミはデカン航空に対する中傷キャンペーンを展開し、これに対抗してマーラは飛行機の安全性は国際基準を満たしていること、庶民でも気軽に利用できる利便性を訴え、運航初日に自分と家族が飛行機に搭乗することを宣言する。運航初日、マーラはボンミと子供を連れて飛行機に搭乗するが、フライト時間を迎えても搭乗客は現れなかった。失望するマーラだったが、セビーから技術的なミスによってチェンナイ発の搭乗予約が取り消されていたこと、ほかの空港からのチェンナイ行きの便は満席になっていることを聞かされる。続々と到着する便を見ながらマーラは涙を流し、飛行機から降りてきた母親を出迎える。その直後にゴースワミから共同経営の申し出がくるが、マーラは「農民は空を飛んだ。これからも飛び続ける。もう、空はお前だけのものではない」と告げ、彼からの申し出を拒否する。

## キャスト
- ネドゥマーラン・ラジャンガン（マーラン/マーラ） - スーリヤ
- スンダリー・ネドゥマーラン（ボンミ） - アパルナー・バーラムラリ
- パレーシュ・ゴースワミ - パレーシュ・ラーワル
- M・バクタヴァトサラン・ナイドゥ - モーハン・バーブ
- ペチ・ラジャンガン - ウルヴァシー（英語版）
- ラジャンガン - プー・ラーム（英語版）
- アラッパラーイ - カルナース（英語版）
- チャイタニヤ・ラーオ（チェ） - クリシュナクマール・バーラスブラマニアン（英語版）
- セバスチャン（セビー） - ヴィヴェーク・プラサンナ（英語版）
- カーリ - カーリ・ヴェンカット（英語版）
- チトラ・ラーマスワミ - ヴィノーディニ・ヴァイディヤナーダン（英語版）
- プラカーシュ・バーブ - プラカーシュ・ベーラワディー
- アナンダ・ナーラーヤナン民間航空局長 - アチユト・クマール
- ヴィマル・バライヤ - ダン・ダノア（英語版）
- ナーラーヤンの秘書 - R・S・シヴァージ（英語版）
- アリヴ - ラーマチャンドラン・ドゥライラージ（英語版）
- チンナスワーミ - G・ガネーサンバーンダン（英語版）
- ムトゥラクシュミ - ヴィシャーリニ
- 結婚仲介人 - スーパーグッド・スブラマニ
- 客室乗務員 - R・J・アーナンディ
- セビーの妻 - プリヤ・プリンス
- プリーティ - カサンドラ
- セビーの息子 - アイラン
- セビーの娘 - アイヤル
- インド大統領 - ウドゥマライ・カラーム
- 本人役 - センディル・クマール（英語版）（ノンクレジット[10]）

## 製作

### 企画

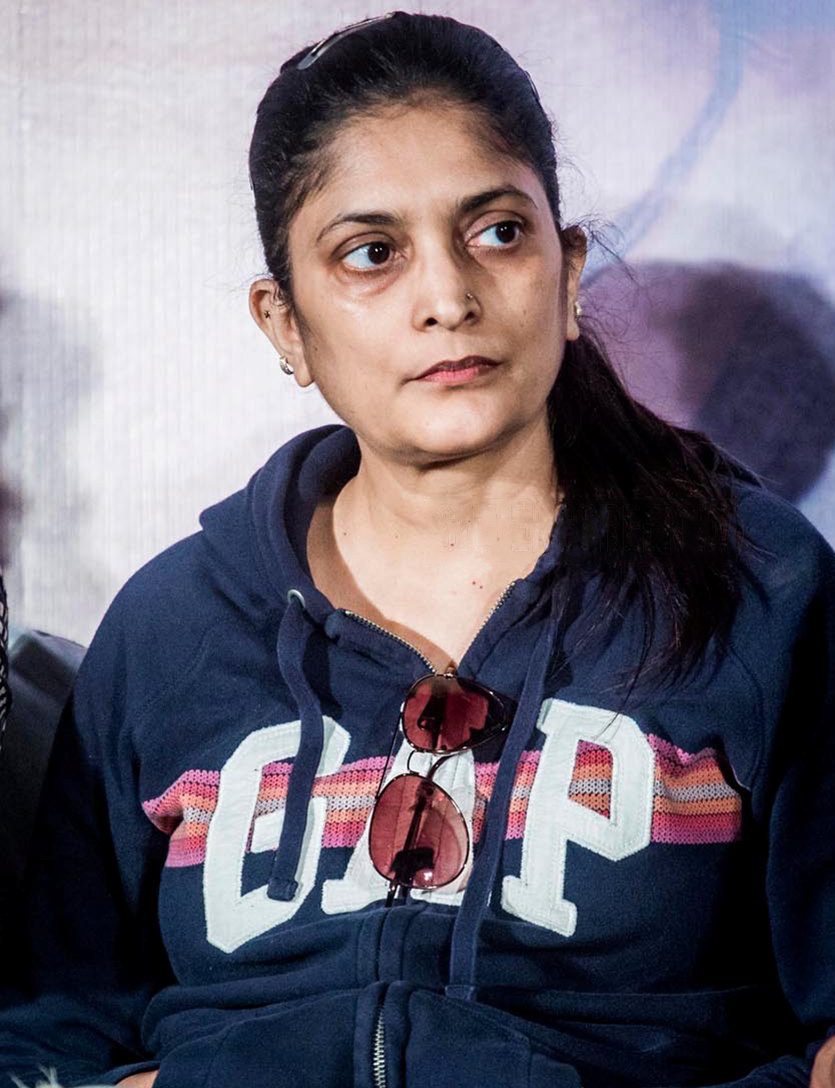
スダー・コーングラー

2009年末、スダー・コーングラーは『ラーヴァン』でマニラトナムのアシスタントを務めるかたわら、シンプリーフライ・デカンの創業者G・R・ゴーピナートの著作『Simply Fly: A Deccan Odyssey』の映画化を思い付き、『Drohi』『最終ラウンド』『Guru』の製作と並行し、10年近い歳月をかけて脚本の構想を練った。彼女は『最終ラウンド』のオーディオリリース・イベントに招待したスーリヤに脚本の一部を提示し、内容に興味を示したスーリヤは『24』『Si3』の撮影終了後に企画に合流することを約束し、その間にスダー・コーングラーは『Guru』の製作に専念することになった。
2017年2月に『Guru』の撮影を終えたスダー・コーングラーはスーリヤの自宅を訪れて完成していた前半部分の脚本を渡し、内容に感銘を受けたスーリヤは映画への出演と製作に加わることを承諾した。その際、彼は製作費やシーンの変更に干渉されずに製作を進めることを望み、自身が製作に加わることで希望通りの環境を整えることができると考えたという。また、彼は製作費が当初の想定を上回る金額になったため、『めぐり逢わせのお弁当』『生と死と、その間にあるもの』『ピリオド -羽ばたく女性たち-』などを手掛けたシキヤ・エンターテインメントのグニート・モーンガーに接触して資金提供を持ちかけた。彼女は資金提供と製作への参加に同意し、この映画はシキヤ・エンターテインメントにとって初めて製作を手掛ける南インド映画となった。その後、2018年4月に『Suriya 38』の仮タイトルで製作が発表された。
2018年6月からプリプロダクションが始まり、11月から撮影を開始する予定になっていたが、プリプロダクションの遅れに伴い撮影は延期された。音楽監督はG・V・プラカーシュ・クマールが務め、このほかにニケト・ボンミレッディが撮影監督、サティーシュ・スーリヤが編集技師、ジャッキーがプロダクションデザイナーとして参加している。スダー・コーングラーは、映画はG・R・ゴーピナートの伝記映画ではないものの、彼の半生からインスピレーションを得て製作されたものであり、実際の出来事に合わせて脚本の一部を変更したと語っている。2019年4月13日に映画ポスターが発表され、正式タイトルが『Soorarai Pottru』であることが明かされた。

### キャスティング
スーリヤはG・R・ゴーピナートをモデルとした主人公ネドゥマーラン役を演じ、スダー・コーングラーは役作りのためにマドゥライの助監督や脚本家を数人起用して、スーリヤにマドゥライ地域の方言を指導するように指示した。彼はネドゥマーランについて「とても短気なんです。でも、彼は怒っている時でも、人々がどうして異なる視点からモノを言ってくるのかを考えることができるんです。彼は妻や友人、そのほかの人たちに対する適切な振る舞い方を熟知しているんです」と語っており、スダー・コーングラーは撮影に入る前にネドゥマーランの設定を見直し、キャラクターに一貫性を持たせるように軌道修正している。また、スーリヤは役作りのために20キログラムの減量をしており、そのためにキュウリを主食とする食事療法を実施した。
『ただ空高く舞え』には総勢96人のキャラクターが登場するが、これはネドゥマーランの誕生から半生を追う物語構成になっているためであり、限られた上映時間にもかかわらず、これらのキャラクターにはそれぞれ重要な意味が付与されている。ネドゥマーランの妻ボンミ役にはアパルナー・バーラムラリが起用され、彼女はスーリヤと初共演することになった。ボンミはG・R・ゴーピナートの妻バールガヴィがモデルであり、アパルナー・バーラムラリは役作りのためにマドゥライ地域の方言を学んでいる。2019年6月にはテルグ語映画で活動するモーハン・バーブが空軍時代のネドゥマーランの上官ナイドゥ役に起用された。彼は出演依頼がくると出演を即答し、吹き替えなしでタミル語の演技をしている。また、アルジュナンの息子アイランと娘アイヤルも出演している。
ネドゥマーランと対立するパレーシュ・ゴースワミ役にはヒンディー語映画で活動するパレーシュ・ラーワルが起用され、このキャラクターはジェットエアウェイズCEOのナレーシュ・ゴーヤルをモデルとしている。ビジェイ・マリヤをモデルとしたヴィマル・バライヤ役にはダン・ダノアが起用され、シーク・マイディーン（通称：ウドゥマライ・カラーム）は外見がアブドゥル・カラームに似ていることから、彼をイメージしたインド大統領役を演じており、彼の声はナヴィーン・ムラリダールが吹き替えている。このほか、R・マーダヴァンがナレーターを務めている。

### 撮影
2019年4月8日から主要撮影が始まり、タミル・ナードゥ州で行われた第1スケジュールの撮影は同月16日に終了した。第2スケジュールの撮影は同月23日から6月6日にかけてチャンディーガルで行われ、このスケジュールでは自動車に複数のカメラを搭載してアクション・シーンを撮影し、ハリウッドで活動するスタントマンのグレッグ・パウエルがアクションの振り付けを担当した。また、ジャッキーがデザインした飛行機の特設セットでも撮影が行われている。撮影監督のニケト・ボンミレッディによると、撮影の大半は密閉された屋内で行われたため、撮影スタッフはハンドカメラを使用して撮影していたという。
6月14日から第3スケジュールの撮影が始まり、モーハン・バーブとパレーシュ・ラーワルが撮影に参加した。パレーシュ・ラーワルの出演シーンの撮影は7月に終了し、撮影チームは主要シーンを撮影するためにハイデラバードに移動した。8月に入るとマドゥライと周辺地域で重要なシーンの撮影が1か月間の日程で行われ、期間中にスーリヤは800人のファンを招待したファンミーティングを実施している。その後はチェンナイに移動し、チェンナイ国際空港の近くに撮影用のビルを建設して撮影を行った。複数の細かいシーンを除き、大部分の撮影は2019年9月27日に終了した。スーリヤは撮影終了に際し、150人の撮影スタッフにそれぞれ8キログラムの金貨を報酬として贈っている。撮影時には本物の飛行機を使用しており、1日当たり470万ルピーのレンタル料がかかったという。休息期間を除き、全日程の撮影は60日間以内に終了している。

### ポストプロダクション
2020年1月からポストプロダクションが始まったが、COVID-19パンデミックの影響を受けて3月に作業が中断された。その後、スタッフがCOVID-19ガイドラインを遵守することを条件にタミル・ナードゥ州政府が作業許可を与えたため、5月11日からポストプロダクションが再開した。6月上旬に中央映画認証委員会が『ただ空高く舞え』に「U」認証を与え、上映時間は153分に指定され、攻撃的な台詞はソフトな台詞に修正された。修正作業の結果、最終的な上映時間は149分となり、削除されたシーンは公開100日目を迎えた2021年2月19日にYouTubeで公開された。

### 音楽
映画音楽とサウンドトラックの作曲はG・V・プラカーシュ・クマールが手掛け、2019年4月からタイックダム・ブリッジと共同でレコーディングを始め、バンド・グループ「アーガム」のメンバーであるディー、センディル・ガネーシュ、ハリーシュ・シヴァラーマクリシュナンが参加している。映画音楽の作曲作業は10月に終了し、11月にはテーマ曲「Maara Theme」のラップバージョンをスーリヤが歌うことが発表され、2020年1月24日にリリースされた。7月24日にはサウンドトラック・アルバムがソニー・ミュージック・インディアからリリースされた。

## 公開

### 配信
『ただ空高く舞え』は2019年12月25日の公開を予定していたが、ポンガル祭に合わせた1月15日に延期された。しかし、ポストプロダクション作業の遅れが生じたため5月1日に再延期され、さらにCOVID-19パンデミックの影響を受けて公開が無期限に延期された。その後、5月1日にスーリヤがソーシャルメディアで声明を発表して『ただ空高く舞え』の劇場公開を予定していることを明かしたが、2020年8月22日に新たな方針を発表し、劇場公開を中止して10月30日からAmazon Prime Videoで配信することを明かした。この判断について、スーリヤは自身の製作会社2DエンターテインメントがCOVID-19パンデミックによって財政難に陥っており、複数の企画を抱えていたことを理由に挙げている。また、彼は『ハフポスト』の取材の中で「私がOTTサービスの道を選んだことで、これらの企画で働く人たちと、その家族全員の生活を維持することができました。その小切手が家族の命を救ったのです。今はただ、それしか見えていません」と語っており、この判断は俳優としてではなく映画製作者としての判断であり、企画と製作に携わるスタッフの生活を守る必要があったことも理由に挙げている。
OTTサービスでの公開が発表された後、劇場公開を望んでいたスーリヤのファンは失望し、彼に劇場公開を検討するように訴えた。こうした反応はスーリヤ主演作『Ponmagal Vandhal』でも起きており、同作をOTTサービスで公開した際には劇場所有者や興行主から大きな反発を受けている。『ただ空高く舞え』の配信方針の発表後、ハリはスーリヤに手紙を送って劇場公開を検討するように求めたが、一方でバーラティラージャはスーリヤの判断を「状況に応じた適切な判断である」と擁護している。2Dエンターテインメントのエグゼクティブ・プロデューサーであるラージャシェーカル・パンディアンは200か国で配信を予定していることを明かし、さらにスーリヤは収益のうち5000万ルピーを映画製作の従事者やCOVID-19パンデミック対応に従事した人たちのために寄付することを発表した。2020年10月21日にスーリヤはインド空軍からの異議なし証明書の受け取りが遅れているため、公開を延期することを発表した。新たな公開日はディーワーリーに合わせた11月12日に設定され、タミル語版のほかにテルグ語・ヒンディー語・マラヤーラム語・ヒンディー語吹替版も公開されることになった。テルグ語吹替版ではサティヤデーヴがスーリヤの吹き替えを担当し、ヒンディー語吹替版は『Udaan』のタイトルで2021年4月4日から公開された。

### マーケティング
プロモーションの一環として格安航空会社スパイスジェットとの提携を発表し、2020年2月13日に同社会長のアジャイ・シンは『ただ空高く舞え』のポスターをペイントしたボーイング737の就航を発表し、さらに機内でサウンドトラックのセカンド・シングルを発売することも発表された。飛行機を利用した映画のプロモーションは、『帝王カバーリ』（エアアジア・インディア）、『ダルバール 復讐人』（スパイスジェット）に続いて3例目となる。また、プタンドゥを迎えた4月14日には『ただ空高く舞え』のメイキング・ドキュメンタリーが公開された。
公開に先立ち、『ただ空高く舞え』のポスターをペイントした高高度気球の打ち上げが行われた。このポスターには1万人以上のファンの署名が入れられ、海抜3万4000フィート（1万メートル）の高さまで打ち上げられた。このプロモーションはソーシャルメディアやインターネット上で大きな話題を集め、さらにTwitterでは『ただ空高く舞え』の絵文字が使用できるようになった。

### 劇場再上映
タミル・ナードゥ州におけるCOVID-19感染者増加に伴う劇場封鎖が解除されたことを受け、2021年8月23日に州内での劇場再上映を行うことが決まった。この方針は2月に開催されたチェンナイ国際映画祭で『ただ空高く舞え』が上映された際に検討が進められたものであり、最初の劇場上映後の反応が好評だったことを受けた2Dエンターテインメントは劇場での無料公開を行い収益を劇場所有者に還元することを検討していたが、タミル・ナードゥ州劇場所有者協会が「デジタル配信された作品の劇場上映は認めない」とする決定を下したことで再上映は実現しなかった。その後、2021年12月中旬から2022年1月にかけてケーララ州全域の劇場で再上映されることが発表され、同州での反応が好評だったことを受けた2Dエンターテインメントは2022年2月4日からタミル・ナードゥ州の一部の劇場で再上映することを発表した。

## 評価

### 批評
『ただ空高く舞え』は批評家から高い評価を得ている。『ザ・ヒンドゥー』のシュリーニヴァーサ・ラーマヌージャンは「監督のスダー・コーングラーは、夢を追いかけることを勧める、よく作り込まれた映画的な物語を私たちに用意してくれた……物語は後半に入ると激しさが落ち着き、何故かトントン拍子に物事が素早く進み、主人公のために思いもかけない場所から助けが訪れる。そんな中、マーラ役のスーリヤが映画を支えてくれている」と批評し、『ファーストポスト』のラーンジャニ・クリシュナクマールは4.5/5の星を与えて「スダー・コーングラーとスーリヤは主人公を神格化することなく、感動的で詩的な伝記を語ってくれた」と批評している。また、『ザ・クイント』のカールティク・ケラマルは3.5/5の星を与え、『ただ空高く舞え』を評価が今一つだった『NGK』『Kaappaan』を打ち破った「スーリヤのカムバック作」と称し、「『ただ空高く舞え』は特定の人物というより、もっと壮大な夢を描いた作品である。G・R・ゴーピナートの生涯をベースにしていることは否定しないが、彼の物語から注意深く選び出されたドラマティックな出来事はほんの一握りであり、監督のスダー・コーングラーはこれらを接着させ、物語の進行を維持するために十分な胆力を見せてくれた」と批評している。
『ザ・タイムズ・オブ・インディア』のM・スガーントは3.5/5の星を与えて「この映画はスタート時点から、資本家と官僚の癒着が勇気ある人たちの夢をいかに打ち砕いてきたかを明白に示してくれた。そして、ある時点からマーラが乗り越えるべきハードルが繰り返し現れ、そのせいで上映時間が少々長く感じることがあるものの、マーラの飛行機に乗り込む庶民の笑顔を描いたエンディング映像は、この映画のスムーズなタッチダウンを保証してくれた」と批評し、『ニュー・インディアン・エクスプレス』のスディール・シュリーニヴァーサンは「この映画の主人公と悪役の決定的な相違点は、肉体的な力強さではなく、精神力、つまり高潔さです……キャラクターには確固たる目的があり、鋭い台詞、素晴らしい演技、そして多くの共感と感受性が備わっている。『ただ空高く舞え』は、そのすべてが詰まった作品である。何百万人もの人々を空に羽ばたかせたいと願った男の生涯を描くことで、この映画もまた、それを実現させたといえるだろう」と批評している。
『インディア・トゥデイ』のローゲーシュ・バーラチャンドランは3.5/5の星を与えて「物語には緊張感があり、特にインターバルまで私たちの心を掴んで離さない。だが、後半に入ると前半で築き上げたものが失われてしまった。スダーはもう少しほかの航空映画を研究し、脚本に取り込むことができたはずだ。そんな中、この映画全体を支えていたのは、スーリヤの演技の素晴らしさだった」と批評する一方、公開形式については「この映画は劇場で体験することを前提に製作されたものであり、大スクリーンで鑑賞すれば素晴らしい体験ができただろう」と指摘している。また、『ニュース18』のガウタマン・バースカランは2.5/5の星を与えて「スダー・コーングラーが不必要な歌曲シーンや感情描写を排除していれば、『ただ空高く舞え』はもっと感動的で私たちを夢中にさせてくれたはずだ。乱気流がなければ、彼女のフライトはもっとスムーズに運んだだろう」と批評し、『Sify』は4/5の星を与えて「『ただ空高く舞え』は、優秀な脚本とスーリヤの素晴らしい演技が際立った作品だ」と批評している。
『ニュース・ミニッツ』の編集長ソウムヤ・ラージェーンドランは4/5の星を与えて「スーリヤは怒れる青年、葛藤する息子、ロマンティックな夫、そして悪態をつくビジネスマンなど様々なキャラクターを見事に演じ分けている……『ただ空高く舞え』はスーリヤにとって久しぶりのヒット作となった。多少の乱気流に見舞われていても、基本的に快適なフライトだ」と批評し、『インディアン・エクスプレス』のシューブラ・グプタは2/5の星を与えて「『ただ空高く舞え』の脚本は観客を喜ばせるシーンを作り出すために、口笛を高らかに響かせるようなメロドラマを差し込んでくるのでウンザリさせられる。スーリヤの圧倒的な人気を考えれば、そうした誘惑に駆られることは理解できるが、あまりにも誘惑に負け過ぎている」と批評した。また、『ヒンドゥスタン・タイムズ』のハリチャラン・プディペッディは「『ただ空高く舞え』は今年最高の映画の一つに挙げられるだろう。スーリヤにとっては数本の凡作を経た復帰作であり、主流映画の主演俳優が典型的な商業エンターテインメントの枠に収まらないような映画をプロデュースし、さらに主演まで務めるのは中々根性がある」と批評し、『フィルム・コンパニオン』のバラドワジ・ランガンは「プロフェッショナリズムという観点で見れば、この映画は南インドのOTT市場から生まれた最高の作品だ」と批評している。

### 受賞・ノミネート
| 映画賞                                             | 授賞日        | 部門                       | 対象                                                              | 結果       | 出典                    |
| -------------------------------------------------- | ------------- | -------------------------- | ----------------------------------------------------------------- | ---------- | ----------------------- |
| インディアン・フィルム・フェスティバル・メルボルン | 2021年8月20日 | 作品賞                     | 『ただ空高く舞え』                                                | 受賞       | [ 145 ] [ 146 ] [ 147 ] |
| インディアン・フィルム・フェスティバル・メルボルン | 2021年8月20日 | 監督賞                     | スダー・コーングラー                                              | ノミネート | [ 145 ] [ 146 ] [ 147 ] |
| インディアン・フィルム・フェスティバル・メルボルン | 2021年8月20日 | 主演男優賞                 | スーリヤ                                                          | 受賞       | [ 145 ] [ 146 ] [ 147 ] |
| 第9回南インド国際映画賞                            | 2021年9月19日 | 作品賞                     | 『ただ空高く舞え』                                                | 受賞       | [ 148 ] [ 149 ]         |
| 第9回南インド国際映画賞                            | 2021年9月19日 | 監督賞                     | スダー・コーングラー                                              | 受賞       | [ 148 ] [ 149 ]         |
| 第9回南インド国際映画賞                            | 2021年9月19日 | 主演男優賞                 | スーリヤ                                                          | 受賞       | [ 148 ] [ 149 ]         |
| 第9回南インド国際映画賞                            | 2021年9月19日 | 主演女優賞                 | アパルナー・バーラムラリ                                          | ノミネート | [ 148 ] [ 149 ]         |
| 第9回南インド国際映画賞                            | 2021年9月19日 | 審査員選出女優賞           | アパルナー・バーラムラリ                                          | 受賞       | [ 148 ] [ 149 ]         |
| 第9回南インド国際映画賞                            | 2021年9月19日 | 助演男優賞                 | モーハン・バーブ                                                  | ノミネート | [ 148 ] [ 149 ]         |
| 第9回南インド国際映画賞                            | 2021年9月19日 | 助演女優賞                 | ウルヴァシー                                                      | ノミネート | [ 148 ] [ 149 ]         |
| 第9回南インド国際映画賞                            | 2021年9月19日 | 音楽監督賞                 | G・V・プラカーシュ・クマール                                      | 受賞       | [ 148 ] [ 149 ]         |
| 第9回南インド国際映画賞                            | 2021年9月19日 | 作詞家賞                   | - ヴィヴェーク - 「Veyyon Silli」                                 | ノミネート | [ 148 ] [ 149 ]         |
| 第9回南インド国際映画賞                            | 2021年9月19日 | 男性プレイバックシンガー賞 | - ハリーシュ・シヴァラーマクリシュナン - 「Veyyon Silli」         | 受賞       | [ 148 ] [ 149 ]         |
| 第9回南インド国際映画賞                            | 2021年9月19日 | 女性プレイバックシンガー賞 | - ディー - 「Kaattu Payale」                                      | ノミネート | [ 148 ] [ 149 ]         |
| 第9回南インド国際映画賞                            | 2021年9月19日 | 女性プレイバックシンガー賞 | - サインダヴィ - 「Kayilae Aagasam」                              | ノミネート | [ 148 ] [ 149 ]         |
| 第9回南インド国際映画賞                            | 2021年9月19日 | 悪役賞                     | パレーシュ・ラーワル                                              | ノミネート | [ 148 ] [ 149 ]         |
| 第9回南インド国際映画賞                            | 2021年9月19日 | 撮影賞                     | ニケト・ボンミレッディ                                            | 受賞       | [ 148 ] [ 149 ]         |
| 第9回南インド国際映画賞                            | 2021年9月19日 | コメディアン賞             | カーリ・ヴェンカット                                              | ノミネート | [ 148 ] [ 149 ]         |
| エジソン賞                                         | 2022年3月6日  | 作品賞                     | 『ただ空高く舞え』                                                | ノミネート | [ 150 ]                 |
| エジソン賞                                         | 2022年3月6日  | 監督賞                     | スダー・コーングラー                                              | ノミネート | [ 150 ]                 |
| エジソン賞                                         | 2022年3月6日  | 脚本賞                     | スダー・コーングラー                                              | 受賞       | [ 150 ]                 |
| エジソン賞                                         | 2022年3月6日  | 主演男優賞                 | スーリヤ                                                          | ノミネート | [ 150 ]                 |
| エジソン賞                                         | 2022年3月6日  | 主演女優賞                 | アパルナー・バーラムラリ                                          | ノミネート | [ 150 ]                 |
| エジソン賞                                         | 2022年3月6日  | 助演女優賞                 | ウルヴァシー                                                      | ノミネート | [ 150 ]                 |
| エジソン賞                                         | 2022年3月6日  | 音楽監督賞                 | G・V・プラカーシュ・クマール                                      | ノミネート | [ 150 ]                 |
| エジソン賞                                         | 2022年3月6日  | 作詞家賞                   | - スネーハン - 「Kaattu Payale」                                  | 受賞       | [ 150 ]                 |
| エジソン賞                                         | 2022年3月6日  | 男性プレイバックシンガー賞 | - ハリーシュ・シヴァラーマクリシュナン - 「Veyyon Silli」         | ノミネート | [ 150 ]                 |
| エジソン賞                                         | 2022年3月6日  | 女性プレイバックシンガー賞 | - ディー - 「Kaattu Payale」                                      | ノミネート | [ 150 ]                 |
| ミルチ音楽賞 南インド映画部門                      | 2022年3月20日 | アルバム賞                 | 『ただ空高く舞え』                                                | ノミネート | [ 151 ]                 |
| ミルチ音楽賞 南インド映画部門                      | 2022年3月20日 | 歌曲賞                     | 「Kaattu Payale」                                                 | ノミネート | [ 151 ]                 |
| ミルチ音楽賞 南インド映画部門                      | 2022年3月20日 | 歌曲賞                     | 「Veyyon Silli」                                                  | ノミネート | [ 151 ]                 |
| ミルチ音楽賞 南インド映画部門                      | 2022年3月20日 | 作曲家賞                   | - G・V・プラカーシュ・クマール - 「Veyyon Silli」                 | ノミネート | [ 151 ]                 |
| ミルチ音楽賞 南インド映画部門                      | 2022年3月20日 | 作詞家賞                   | - スネーハン - 「Kaattu Payale」                                  | ノミネート | [ 151 ]                 |
| ミルチ音楽賞 南インド映画部門                      | 2022年3月20日 | 女性歌手賞                 | - ディー - 「Kaattu Payale」                                      | ノミネート | [ 151 ]                 |
| ミルチ音楽賞 南インド映画部門                      | 2022年3月20日 | リスナー選出アルバム賞     | 『ただ空高く舞え』                                                | 受賞       | [ 151 ]                 |
| ミルチ音楽賞 南インド映画部門                      | 2022年3月20日 | リスナー選出歌曲賞         | 「Veyyon Silli」                                                  | ノミネート | [ 151 ]                 |
| ミルチ音楽賞 南インド映画部門                      | 2022年3月20日 | 音響録音賞                 | ジェホーヴァション・アルガル                                      | 受賞       | [ 151 ]                 |
| 第68回国家映画賞                                   | 2022年7月22日 | 長編映画賞                 | 『ただ空高く舞え』                                                | 受賞       | [ 152 ] [ 153 ]         |
| 第68回国家映画賞                                   | 2022年7月22日 | 主演男優賞                 | スーリヤ                                                          | 受賞       | [ 152 ] [ 153 ]         |
| 第68回国家映画賞                                   | 2022年7月22日 | 主演女優賞                 | アパルナー・バーラムラリ                                          | 受賞       | [ 152 ] [ 153 ]         |
| 第68回国家映画賞                                   | 2022年7月22日 | 背景音楽部門音楽監督賞     | G・V・プラカーシュ・クマール                                      | 受賞       | [ 152 ] [ 153 ]         |
| 第68回国家映画賞                                   | 2022年7月22日 | オリジナル脚本賞           | - スダー・コーングラー - シャリニ・ウシャ・ナーイル               | 受賞       | [ 152 ] [ 153 ]         |
| 第67回フィルムフェア賞 南インド映画部門            | 2022年10月9日 | 作品賞                     | 『ただ空高く舞え』                                                | ノミネート | [ 154 ] [ 155 ]         |
| 第67回フィルムフェア賞 南インド映画部門            | 2022年10月9日 | 監督賞                     | スダー・コーングラー                                              | 受賞       | [ 154 ] [ 155 ]         |
| 第67回フィルムフェア賞 南インド映画部門            | 2022年10月9日 | 主演男優賞                 | スーリヤ                                                          | 受賞       | [ 154 ] [ 155 ]         |
| 第67回フィルムフェア賞 南インド映画部門            | 2022年10月9日 | 主演女優賞                 | アパルナー・バーラムラリ                                          | ノミネート | [ 154 ] [ 155 ]         |
| 第67回フィルムフェア賞 南インド映画部門            | 2022年10月9日 | 審査員選出女優賞           | アパルナー・バーラムラリ                                          | 受賞       | [ 154 ] [ 155 ]         |
| 第67回フィルムフェア賞 南インド映画部門            | 2022年10月9日 | 助演男優賞                 | パレーシュ・ラーワル                                              | ノミネート | [ 154 ] [ 155 ]         |
| 第67回フィルムフェア賞 南インド映画部門            | 2022年10月9日 | 助演女優賞                 | ウルヴァシー                                                      | 受賞       | [ 154 ] [ 155 ]         |
| 第67回フィルムフェア賞 南インド映画部門            | 2022年10月9日 | 音楽アルバム賞             | G・V・プラカーシュ・クマール                                      | 受賞       | [ 154 ] [ 155 ]         |
| 第67回フィルムフェア賞 南インド映画部門            | 2022年10月9日 | 作詞賞                     | - ユーガバーラティ - 「Kaiyilea Aagasam」                         | ノミネート | [ 154 ] [ 155 ]         |
| 第67回フィルムフェア賞 南インド映画部門            | 2022年10月9日 | 男性プレイバックシンガー賞 | - クリスティン・ジョーズ - ゴーヴィンド・ヴァサンタ - 「Aagasam」 | 受賞       | [ 154 ] [ 155 ]         |
| 第67回フィルムフェア賞 南インド映画部門            | 2022年10月9日 | 女性プレイバックシンガー賞 | - ディー - 「Kaattu Payale」                                      | 受賞       | [ 154 ] [ 155 ]         |
| 第67回フィルムフェア賞 南インド映画部門            | 2022年10月9日 | 撮影賞                     | ニケト・ボンミレッディ                                            | 受賞       | [ 154 ] [ 155 ]         |
| 第14回アーナンダ・ヴィカタン映画賞                 | 2023年1月4日  | 主演男優賞                 | スーリヤ                                                          | 受賞       | [ 156 ]                 |
| 第14回アーナンダ・ヴィカタン映画賞                 | 2023年1月4日  | 助演女優賞                 | ウルヴァシー                                                      | 受賞       | [ 156 ]                 |

## リメイク
ヒンディー語リメイク作品『Sarfira』が製作された。監督は引き続きスダー・コーングラーが務め、スーリヤとヴィクラム・マルホートラが製作を務めている。主演はアクシャイ・クマールとラーディカー・マダンが務めるほか、パレーシュ・ラーワルが引き続きパレーシュ・ゴースワミ役を演じ、スーリヤもカメオ出演している。また、G・V・プラカーシュ・クマールが引き続き音楽監督を務めており、2024年7月12日に公開された。